# Corpos de solha
O corpos de solha foi um item de armadura, um tanto semelhante à couraça, embora seja uma versão incompleta dela. O corpos de solha era uma meia couraça confeccionada com lâminas justapostas e rentes, que recobriam uma pequena extensão do ventre ao peito do guerreiro; porém, a partir da altura do umbigo, sua proteção era diferenciada: a partir da cintura ela era feita com lâminas horizontais na frente e atrás que resguardavam melhor os rins.

## Referência
- COIMBRA, Álvaro da Veiga, Noções de Numismática. SP. Secção Gráfica da Faculdade de Filosofia, Ciências e Letras da Universidade de São Paulo, 1965.